# اسلاتر
اسلاتر (به انگلیسی: Slawter) سومین کتاب از مجموعه دیموناتا نوشته‌ی نویسنده ایرلندی دارن شان است. این کتاب از نظر تاریخی بعد از وقایع لرد لاس روی می‌دهد و از زبان گروبز گریدی روایت می‌شود. رمان اسلاتر در سال ۲۰۰۶ بوسیله انتشارات هارپر کالینز منتشر شد.

## داستان
حدود یکسال بعد از وقایع لرد لاس، درویش که به تازگی از جنگ خونین با ارباب شیطانی برگشته، از عوارض روحی پس از نبرد رنج می‌برد به طوری که شب‌ها کابوس می‌بیند و گاهی به گروبز حمله می‌کند. 
تهیه کننده فیلم‌های ترسناک داویدا هایم، نزد درویش و گروبز می‌رود و به آنها پیشنهاد می‌کند که در یک پروژه فیلم ترسناک به نام «اسلاتر» به او کمک کنند. داویدا که به دنبال ساخت یک وحشت واقعی است قصد دارد از تجربیات درویش در زمینه شیاطین برای واقعی نشان دادن فیلم خود بهره بگیرد. درویش قبول نمی‌کند ولی با اصرار گروبز و بیل-ای این کار را قبول کرده و هر ‌سه نفر آنها به یک دهکده متروک و دورافتاده میروند که برای ساخت فیلم تعمیر شده و نام آن به اسلاتر تغییر پیدا کرده است.
درویش به همراه داویدا و دیگر عوامل ساخت فیلم مثل چودا سول به سختی روی واقعی نشان دادن شیاطین کار می‌کنند. گروبز و بیل-ای که به همراه درویش به اسلاتر آمده‌اند در آنجا با بازیگران فیلم مثل امیت و دوقلوهای <کین و کاک> و بو کونیارت (که رابطه‌ی خوبی با گروبز ندارد) آشنا می‌شوند. یونی سوان که یکی از همراهان داویدا است در اسلاتر کار مشاوره و مواظبت از بچه‌ها را بر عهده می‌گیرد و موفق می‌شود که اعتماد و علاقه درویش را به خود جلب کند. به نظر می‌رسد که همه چیز طبق برنامه پیش می‌رود ولی در صحنه‌ی مرگ امیت یک هیولای واقعی او را می‌کشد. همه فکر می‌کنند که این جزء برنامه فیلم است ولی گروبز باور نمی‌کند. گروبز به سختی تلاش می‌کند نظر درویش را به سوی خود جلب کند ولی هیچ کس حرفش را باور نمی‌کند. تا اینکه یکی از دوقلوهای کین ناپدید می‌شود. گروبز، بیل-ای و یونی را متعاقد می‌کند و آنها با هم وارد ساختمان های مخصوص می‌شوند. در آنجا گروبز به کمک جادو اجسادی را پیدا می‌کند و یک موجود شیطانی به آنها حمله می‌کند ولی کشته می‌شود. گروبز با این مدارک به نزد درویش می‌رود و او در نهایت حرفش را باور می‌کند. آنها از اسلاتر خارج می‌شوند ولی لمب ها (گروهی که بر روی درمان لیکانتروپی کار می‌کنند و گاهی گرگ‌نما ها را می‌کشند) بیل-ای را می‌دزدند. درویش برای نجات بیل-ای دو مرید به نام شارمیلا موخرجی و شارک را خبر می‌کند. آنها به مقر لمب ها حمله می‌کنند و موفق می‌شوند بیل-ای را نجات دهند ولی گروبز به این واقعیت پی می‌برد که تمام اینها توهمات است که احتمالا لرد لاس آن را بوجود آورده، تا حواس آنها را از نقشه‌اش پرت کند.
درویش، گروبز و بیل-ای در یک خانه متروک در اسلاتر از خواب جادویی بیدار می‌شوند و به سراغ داویدا می‌روند و متوجه می‌شوند که او و چودا خائن هستند و با لرد لاس معامله کردند تا داویدا بتواند یک فیلم ترسناک و محشر از کشتاری بسازد که لرد لاس و دستیارانش قرار است بوجود بیاورند. درویش سعی می‌کند بازیگران و دیگر افراد داخل اسلاتر را فراری دهد ولی لرد لاس سر رسیده و شروع به قتل عام همه‌ی مردم می‌کند. گروبز و درویش نقشه می‌کشند تا با نابود کردن دیواره‌ی محافظ از اسلاتر، مردم را فراری دهند. در نهایت آنها موفق می‌شوند حدود سی نفر از آنها را نجات دهند ولی بیشتر مردم در اسلاتر گیر می‌افتند و وحشیانه به دست لرد لاس کشته می‌شوند. بعد از فاجعه‌ی اسلاتر، مریدان به شهر می‌آیند و اجساد را جمع آوری کرده و کل آنجا را آتش می‌زنند و سنگ مغناطیس که کل جادوی آنجا را فراهم می‌کرد را از بین می‌برند. بعد از این نام این شهر به هایمزویل تغییر پیدا می‌کند و بازماندگان با غم و درد به سراغ زندگی خود می‌روند. مریدان طوری صحنه سازی می‌کنند که انگار تمام این وقایع کار آتش سوزی بوده و ماجرا به پایان می‌رسد.
در کارشری ویل، درویش سرسختانه سعی می‌کند گروبز را به محفل مریدان وارد کند ولی او قبول نمی‌کند در حالی که نیروهای جادویی زیادی دارد.